# Adonisea carmosina
Adonisea carmosina är en fjärilsart som beskrevs av Berthold Neumoegen 1883. Adonisea carmosina ingår i släktet Adonisea och familjen nattflyn. Inga underarter finns listade i Catalogue of Life.